# Tatjana Lebedjeva
Tatjana Romanovna Lebedjeva (rusko Татьяна Романовна Лебедева), ruska atletinja, * 21. julij 1976, Sterlitamak, Sovjetska zveza.
Nastopila je na poletnih olimpijskih igrah v letih 2000, 2004, 2008 in 2012. Leta 2004 je dosegla uspeh kariere z osvojitvijo naslova olimpijske prvakinje v skoku v daljino, ob tem ima še srebrno medaljo leta 2000 in bronasto leta 2004, obe v troskoku. Leta 2008 je bila v obeh disciplinah srebrna, toda medalji sta ji bili leta 2017 odvzeti zaradi dopinga. Na svetovnih prvenstvih je osvojila dve zlati in srebrno medaljo v troskoku ter zlato in srebrno medaljo v skoku v daljino, na svetovnih dvoranskih prvenstvih dve zlati in srebrno medaljo v troskoku in zlato medaljo v skoku v daljino, na evropskih prvenstvih zlato medaljo v troskoku, kot tudi na evropskih dvoranskih prvenstvih.